# Palpita annulata
Palpita annulata là một loài bướm đêm trong họ Crambidae.